# Perry Pierik
Perry Wijnand Pierik (Grave, 19 januari 1965) is een Nederlands historicus, auteur en uitgever. Pierik studeerde geschiedenis aan de Universiteit Utrecht en promoveerde in 2006 aan de Erasmus Universiteit Rotterdam bij Henri Beunders op een proefschrift met de titel Karl Haushofer en het nationaal-socialisme: Tijd, werk en invloed. Met Laszlo Marácz en Geert Wilders vormde Pierik een informeel werkgroepje dat Kamervragen voor de VVD aanleverde. Hij werkte feitelijk voor Frits Bolkestein. Samen met Marcel Reijmerink schreef Pierik boekbesprekingen voor Trouw en tientallen ingezonden brieven in kranten zoals Trouw, Het Parool en de Volkskrant.
In 1994 richtte hij Uitgeverij Aspekt op die vooral historische werken uitgeeft.
In 2017 ontving Pierik de Civis Mundi Prijs van de Stichting Civis Mundi.
- Bibsys: 9042678
- Bibliothèque nationale de France: cb13533700q (data)
- Gemeinsame Normdatei: 113888724
- International Standard Name Identifier: 0000 0000 4118 7175
- Library of Congress Control Number: no97035452
- Nationale Bibliotheek van Letland: 000031758
- Nationale Bibliotheek van Israël: 987007266552005171
- Nederlandse Thesaurus van Auteursnamen: 11268212X
- Système universitaire de documentation: 050515381
- Virtual International Authority File: 44460221
- WorldCat: E39PBJxH4CPmFX9XgwdPRqxdQq